# Pasaporte panameño

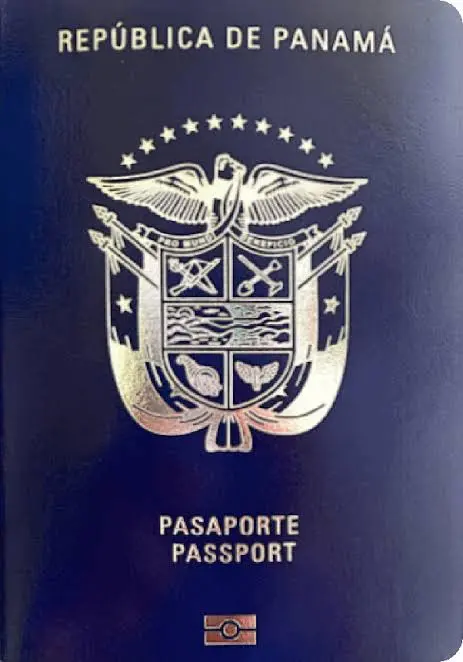
Pasaporte Normal

El pasaporte panameño es el pasaporte emitido a ciudadanos de Panamá para facilitar el viaje internacional. Los ciudadanos panameños disfrutan de visado libre a 149 países y territorios. Los pasaportes son emitidos por la Autoridad de Pasaportes de Panamá

## Diseño
La cubierta del pasaporte tiene un fondo azul oscuro. La parte de frente de la cubierta tiene las palabras "REPÚBLICA DE PANAMÁ" arriba, el Escudo de Armas de Panamá en el medio, y la palabra "PASAPORTE" en el fondo en español, inglés y francés. Todo está perfilado en un color gris. La parte posterior de la cubierta sólo tiene el fondo azul. El símbolo del pasaporte biométrico Aparece en el fondo de la cubierta de frente bajo la palabra "PASSEPORT".
Los pasaportes panameños son todavía emitidos con el anterior escudo, habiendo 9 estrellas en vez de 10. Este cambio tomó efecto en enero de 2014.

### Página de información de la identidad
El pasaporte panameño incluye los siguientes datos en la página de información de identidad:
- Fotografía del titular / dueño (imagen digital)
- Tipo (P)
- Código (PAN)
- Nacionalidad
- Número de pasaporte
- Apellidos
- Nombres
- Sexo (Género)
- Número personal o cédula
- Sitio de Nacimiento (sólo el país es escrito, incluso si nació en el interior del país)
- Autoridad
- La firma del titular (la imagen digital)
- Fecha de expedición
- Fecha de expiración
- Zona legible por máquina, en el cual empieza con P<PAN

### Lenguas
La página de información de identidad está impresa en español e inglés.

### Páginas de visado
El pasaporte contiene 32 páginas para visados. Cada cual con una construcción o proyecto del Gobierno de Panamá del periodo 2009-2014. Las páginas incluyen el siguientes:
- MetroBus
- Construcción del Metro de Panamá (Páginas 2 y 18)
- 'Cadena de Frío' Mercado (Páginas 3 y 27)
- Curundú Centro de Educación
- Cinta Costera (Páginas 5 y 15)
- Nuevo centro penitenciario (Páginas 7 y 24)
- $100 a los 70
- Aplicación Canal
- Viviendas 'Irving Saladino'
- Autopista Madden
- Ciudad Hospitalaria
- Aeropuerto Tocumen (Páginas 12 y 28)
- Aeropuerto Enrique Malek
- Aeropuerto Río Hato
- Proyecto Curundú (páginas 16 y 17)
- Renovación Casco Antiguo
- Hospital '24 de diciembre'
- Viviendas de interés social
- Internet Para Todos
- Marca país
- Capsi Garzas de Pacora
- Ciudad gubernamental
- Aeropuerto Enrique Jiménez
- Energía renovable
- Dotación escolar
- Saneamiento de la ciudad

## Mensaje en el pasaporte
Todos los pasaportes contienen el mensaje siguiente:
En español:
El Gobierno de la República de Panamá solicita a las autoridades nacionales y extranjeras, brindarle al titular del presente pasaporte, las facilidades para su normal tránsito, asistencia y protección necesaria, así como las debidas consideraciones y reciprocidad en casos similares o que así lo amerite.
En inglés:
The Government of the Republic of Panama request the national and foreign authorities to provide the holder of this passport with the required support to facilitate his/her normal transit, the assistance, and the necessary protection, as long as the due considerations and reciprocity are mutual.
En francés:
Le Gouvernement de la République du Panamá demande aux autorités nationales et étrangères de fournir au titulaire du présent passeport les moyens nécessaires à hijo déplacement normal, l'asistencia et la protección nécessaires, ainsi que l'atención requise dans un cadre mutuel et réciproque.

## Visado
En 2015, los ciudadanos panameños tuvieron visado libre a 127 países y territorios, ocupando el puesto 36.º del mundo según el Índice de Restricciones de Visado. En la actualidad, la misma es de 149.

## Pasaporte electrónico
En enero de 2014 Panamá finalmente empezó emitir pasaportes electrónicos a sus ciudadanos. Su coste fue aumentado de $50 a $100, y en el interior contiene imágenes de proyectos del gobierno del período 2009-2014.

## Tipos
- Pasaporte normal -Emitido para viaje normal, como vacaciones y viajes empresariales.
- Pasaporte diplomático - Emitido a diplomáticos panameños y a los rangos superiores del gobierno.
- Documento de viaje de emergencia - Emitido cuando los panameños pierden el documento fuera de Panamá. Tiene que ser ordenado en una embajada panameña o consulado.

## Costes de pasaporte
| Tipo de Ciudadano | 32 Páginas | 64 Páginas |
| ----------------- | ---------- | ---------- |
| Regular           | $100       | $150       |
| Retirado          | $50        | $75        |

## Escándalo de Pavlo Lazarenko
En 1998 Pavlo Lazarenko, el Primer ministro de Ucrania estuvo arrestado cuando intentó entrar a Suiza. Le fue encontrado un pasaporte panameño aparentemente válido, a pesar de que Ucrania no permitía doble nacionalidad.